# O Galã
O Galã é um filme brasileiro do gênero comédia de 2019. Baseado na peça teatral “Meio Irmão”, de Emilio Boechat, é dirigido por Fancisco Ramalho Jr. e conta com Thiago Fragoso, Luiz Henrique Nogueira, Christine Fernandes e Fiuk nos papéis principais.

## Sinopse
Júlio Bastos (Thiago Fragoso), um ator desempregado em busca da grande chance de sua carreira. Raul Cardoso (Fiuk), um jovem ator em ascensão vivendo o auge de sua carreira. Os dois vivem uma divertida disputa para ganharem o papel de galã em uma telenovela produzida por uma grande emissora. Porém, o autor da novela é Beto Bastos (Luiz Henrique Nogueira), meio-irmão de Júlio, com quem não possui muito contato e não falava há anos. Júlio acredita que essa é a grande chance de sua carreira, mas agora convivendo com o irmão a relação entre os dois torna-se insustentável.

## Elenco
- Thiago Fragoso – Júlio Bastos[3]
- Fiuk – Raul Cardoso
- Luiz Henrique Nogueira – Beto Bastos
- Christine Fernandes – Raquel
- Cristina Mutarelli – Solange
- Christiana Ubach – Adriana
- Roney Facchini – Paulo Roberto